# جان باتيست مورين
جان باتيست مورين (بالفرنسية: Jean-Baptiste Morin)‏ هو ملحن فرنسي، ولد في 2 فبراير 1677 في أورليان في فرنسا، وتوفي في 27 أبريل 1745 في باريس في فرنسا.

## وصلات خارجية
- جان باتيست مورين على موقع ميوزك برينز (الإنجليزية)
- جان باتيست مورين على موقع ديسكوغز (الإنجليزية)